# Liste der denkmalgeschützten Objekte in Enzesfeld-Lindabrunn
Die Liste der denkmalgeschützten Objekte in Enzesfeld-Lindabrunn enthält die 6 denkmalgeschützten, unbeweglichen Objekte der Gemeinde Enzesfeld-Lindabrunn im niederösterreichischen Bezirk Baden.

## Denkmäler
| Foto |                 | Denkmal                                                                                           | Standort                                         | Beschreibung | Metadaten |
| ---- | --------------- | ------------------------------------------------------------------------------------------------- | ------------------------------------------------ | --- | --- |
| ja   | Datei hochladen | Kath. Pfarrkirche hl. Margareta HERIS-ID: 59964 Objekt-ID: 71672                                  | Gartengasse 24 (Pfarramt) Standort KG: Enzesfeld | Die Pfarrkirche steht im Westen des Ortes am Abhang unterhalb des Schlosses. Die dreischiffige gotische Hallenkirche weist ein uneinheitliches Langhaus mit Bauteilen aus der Romanik und Frühgotik auf. Der barocke Nordturm unter einem Spitzhelm wurde 1793 errichtet. Eine Renovierung in den Jahren 1955–1974 hat das historisch gewachsene Erscheinungsbild der Kirche innen und außen beeinträchtigt. | BDA-Hist.: Q38089369 Status: § 2a Stand der BDA-Liste: 2025-06-30 Name: Kath. Pfarrkirche hl. Margareta GstNr.: 1181 Pfarrkirche hl. Margareta, Enzesfeld                                           |
| ja   | Datei hochladen | Anlage Schloss Enzesfeld mit Wirtschaftshof und ehem. Forstamt HERIS-ID: 111109 Objekt-ID: 128892 | Schloßstraße 38, 40, 42 Standort KG: Enzesfeld   | Das Schloss steht auf einem Vorsprung des Pfarrkogels westlich oberhalb des Ortes und ist von einem großen Park umgeben. Die hufeisenförmige, zweigeschoßige Anlage ist nach Westen hin geöffnet. Von der ersten Burg des 12. Jahrhunderts ist vor allem noch der hohe Bergfried im Nordwesten erhalten. Im Spätbarock erhielt das im Kern mittelalterliche Gebäude eine neue Fassadierung. Ende des 19. Jahrhunderts wurde es dann im Stil der Burgenromantik späthistoristisch-neobarock überformt. | BDA-Hist.: Q37821804 Status: Bescheid Stand der BDA-Liste: 2025-06-30 Name: Anlage Schloss Enzesfeld mit Wirtschaftshof und ehem. Forstamt GstNr.: 1180, 55/1, 959/1, 959/2, 1182 Schloss Enzesfeld |
| ja   | Datei hochladen | Ehem. Bürgerspital mit Spitalskirche HERIS-ID: 50941 Objekt-ID: 56462                             | bei Schloßstraße 19 Standort KG: Enzesfeld       | Am 1. Oktober 1396 stiftete Ulrich IV. von Wallsee ein Versorgungshaus (Spital), dem eine Kapelle angeschlossen gewesen sein soll. – Kirche seit 1942 evangelisch. | BDA-Hist.: Q38042753 Status: § 2a Stand der BDA-Liste: 2025-06-30 Name: Ehem. Bürgerspital mit Spitalskirche GstNr.: 1154 Bürgerspitalskirche Enzesfeld                                             |
| ja   | Datei hochladen | Bildstock Steinernes Kreuz HERIS-ID: 66596 Objekt-ID: 79500                                       | bei Hernsteinerstraße 65 Standort KG: Lindabrunn | Der Tabernakelpfeiler mit einem Christusreliefkopf in einer kielbogenförmigen Nische aus dem 19./20. Jahrhundert steht auf einem Pfeilerschaft mit der Errichtungsinschrift 1664. | BDA-Hist.: Q38113810 Status: § 2a Stand der BDA-Liste: 2025-06-30 Name: Bildstock Steinernes Kreuz GstNr.: 419/21                                                                                   |
| ja   | Datei hochladen | Kath. Filialkirche hl. Katharina HERIS-ID: 66594 Objekt-ID: 79497                                 | Hernsteinerstraße 114 Standort KG: Lindabrunn    | Die Filialkirche im Westen des Ortes ist vom Friedhof umgeben. Die schlichte Saalkirche aus dem 18. Jahrhundert erfuhr 1960 eine Renovierung und wurde neu eingerichtet. | BDA-Hist.: Q38113792 Status: § 2a Stand der BDA-Liste: 2025-06-30 Name: Kath. Filialkirche hl. Katharina GstNr.: 864 Katholische Filialkirche hl. Katharina, Lindabrunn                             |
| ja   | Datei hochladen | Lindabrunner Kapelle HERIS-ID: 66595 Objekt-ID: 79498                                             | bei Hernsteinerstraße 93 Standort KG: Lindabrunn | Spitzbogiger Bau, von behauenen Steinen umrahmt, 5 m hoch, 3,5 m breit, Blechdach, vorne mannshohes schmiedeeisernes Gitter. Ursprünglich war die Kapelle bei Haus Nr. 66 am Ortseingang gestanden, wurde aber als Verkehrshindernis 1958 zum Haus Nr. 93 übertragen. In der Kapelle ist ein barockes Kreuz, Korpus in Lebensgröße, angebracht, welches angeblich von der Gutsbesitzerin Karoline Schönburg-Hartenstein um 1865 gestiftet wurde. Darunter auf dem Altartisch befindet sich eine stark verwitterte Pietà aus St. Margarethener Kalksandstein mit spärlichen Resten einstiger Bemalung. Die an der Vorderseite des Altars angebrachte Steinplatte trägt die Jahreszahl 1593 – wahrscheinlich auf die Pietà bezogen. Für das Monogramm M. W. Msgr. A. Huber lässt sich in den entsprechenden Unterlagen von 1568 bis 1700 kein Bezug zu einer Lindabrunner Familie finden. Wenn die Plastik, was vermutet wird, aus dem Heidekirchlein St. Radegund, Steinabrückl, stammt, sind die Stifter in Matzendorf-Hölles anzunehmen. In ihrer Art ist die Kapelle das älteste sakrale Kunstwerk in der Gemeinde. | BDA-Hist.: Q38113800 Status: § 2a Stand der BDA-Liste: 2025-06-30 Name: Lindabrunner Kapelle GstNr.: 864                                                                                            |